# Васил Попов (писател, р. 1990)
Васил Руменов Попов е български писател и фотограф.
Роден е през 1990 година в София. Завършва екология в Софийския университет „Свети Климент Охридски“. След това е фотограф и три години работи за телевизионния канал „Нешънъл Джиографик“. През 2020 година издава сборника с разкази „Вълчи разкази“. Малко след това печели конкурс за сценарий на аудиосериал – аудиосериалът „Мамник“ е издаден в края на 2021 година, а през следващата година излиза и като книга. Подобно на „Вълчи разкази“, „Мамник“ е фентъзи хорър с мотиви, взети от българската етнография и история. През 2023 година издава втори фантастичен роман – „Пермафрост“.